# クライマックス ロマンティック・ソングス
『クライマックス ロマンティック・ソングス』（CLIMAX Romantic Songs）は、2008年8月20日にソニー・ミュージックダイレクトより発売されたコンピレーション・アルバムである（品番はMHCL-1361～1362）。

## 概要
1990年前後の楽曲を集めたオムニバスCD。シリーズ作品『クライマックス ドラマティック・ソングス』と、一部の楽曲が同じである。

## 収録曲

### DISC-1
1. YAH YAH YAH / CHAGE&ASKA
作詞・作曲：飛鳥涼、編曲：飛鳥涼・十川知司
  - フジテレビ系ドラマ『振り返れば奴がいる』主題歌。
2. 浪漫飛行 / 米米CLUB
作詞・作曲：米米CLUB 編曲：中崎英也・米米CLUB
  - 日本航空『JAL STORY 夏離宮キャンペーン』CMソング。
3. Missing / 久保田利伸
作詞・作曲：久保田利伸、編曲：杉山卓夫
4. ラブ・ストーリーは突然に / 小田和正
作詞・作曲・編曲：小田和正
  - フジテレビ系ドラマ『東京ラブストーリー』主題歌。
5. もっと強く抱きしめたなら / WANDS
作詞：上杉昇・魚住勉、作曲：多々納好夫、編曲：葉山たけし
  - 三井生命保険CMソング。
6. 夏を待ちきれなくて / TUBE
作詞：前田亘輝、作曲：春畑道哉、編曲：TUBE
  - TBS系『ムーブ』エンディング・テーマ。
7. 最後の雨 / 中西保志
作詞 夏目純、作曲 都志見隆、編曲 富田素弘
  - 日本テレビ系『日立 あしたP-KAN気分!』テーマ・ソング。
8. 夢を信じて / 徳永英明
作詞：篠原仁志、作曲：徳永英明、編曲：瀬尾一三
  - フジテレビ系アニメ『ドラゴンクエスト』主題歌。
9. 愛は勝つ / KAN
作詞・作曲：KAN、編曲：KAN・小林信吾
  - フジテレビ系『邦ちゃんのやまだかつてないテレビ』挿入歌。
10. 約束の橋 / 佐野元春
作詞・作曲・編曲：佐野元春
  - フジテレビ系ドラマ『二十歳の約束』主題歌。
11. もうひとつの土曜日 / 浜田省吾
作詞・作曲：浜田省吾、編曲：板倉雅一
  - フジテレビ系ドラマ『愛という名のもとに』挿入歌。
12. Another Orion / 藤井フミヤ
作詞：藤井フミヤ、作曲：増本直樹、編曲：富田素弘
  - TBS系ドラマ『硝子のかけらたち』主題歌。
13. 幸せな結末 / 大滝詠一
作詞：多幸福、作曲：大滝詠一、編曲：井上鑑
  - フジテレビ系ドラマ『ラブジェネレーション』主題歌。
14. PIECE OF MY WISH / 今井美樹
作詞：岩里祐穂、作曲：上田知華、編曲：佐藤準
  - TBS系ドラマ『あしたがあるから』主題歌。
15. 浅い眠り / 中島みゆき
作詞・作曲：中島みゆき、編曲：瀬尾一三
  - フジテレビ系ドラマ『親愛なる者へ』主題歌。
16. 島唄 (オリジナル・ヴァージョン) / THE BOOM
作詞・作曲：宮沢和史、編曲：THE BOOM

### DISC-2
1. BOY MEETS GIRL / trf
作詞・作曲・編曲：小室哲哉
  - Coca-ColaCMソング。
2. 恋しさと せつなさと 心強さと / 篠原涼子 with t.komuro
作詞・作曲・編曲：小室哲哉
  - 映画『ストリートファイターII』主題歌。
3. 出逢った頃のように / Every Little Thing
作詞・作曲・編曲：五十嵐充
  - 森永製菓「ICE BOX」CMソング。
4. アジアの純真 / PUFFY
作詞：井上陽水、作曲・編曲：奥田民生
  - キリン「天然育ち」CMソング。
5. 愛のために / 奥田民生
作詞・作曲・編曲：奥田民生
  - フジテレビ系『HEY!HEY!HEY! MUSIC CHAMP』エンディングテーマ。
6. バンザイ 〜好きでよかった〜 / ウルフルズ
作詞・作曲：トータス松本、編曲：ウルフルズ・伊藤銀次
  - フジテレビ系ドラマ『勝利の女神』主題歌。
7. Bye For Now / T-BOLAN
作詞･作曲：森友嵐士、編曲：T-BOLAN･明石昌夫
  - 関西テレビ･フジテレビ系月曜サスペンスシリーズ『ウーマンドリーム』主題歌。
8. 恋心 / 相川七瀬
作詞・作曲・編曲：織田哲郎
  - 銀座ジュエリー・マキ ラプソアモCMソング。
9. I'm proud (Radio Edit) / 華原朋美
作詞・作曲・編曲：小室哲哉
TBC「the レディエステティック」CMソング。
10. my graduation / SPEED
作詞・作曲：伊秩弘将、編曲：水島康貴
  - 日清食品「日清焼そばU.F.O.」CMソング。
11. ただ泣きたくなるの / 中山美穂
作詞：国分友里恵・中山美穂、作曲・編曲：岩本正樹
  - TBS系ドラマ『もしも願いが叶うなら』主題歌。
12. そのスピードで / the brilliant green
作詞：川瀬智子、作曲：奥田俊作、編曲：the brilliant green
  - フジテレビ系ドラマ「Over Time-オーバー・タイム」主題歌。
13. やさしい気持ち / CHARA
作詞・作曲：CHARA、編曲：渡辺善太郎
  - 資生堂「ティセラJ」CMソング。
14. Shangri-La / 電気グルーヴ
作詞：電気グルーヴ、作曲：電気グルーヴ・Silvetti
  - 日産自動車「テラノ」CMソング。
15. Choo Choo TRAIN / ZOO
作詞：佐藤ありす、作曲：中西圭三、編曲：岩崎文紀
  - JR東日本「JR Ski Ski」CMソング。
16. WON'T BE LONG / バブルガム・ブラザーズ
作詞・作曲：Bro.KORN、編曲：バブルガム・ブラザーズ
  - フジテレビ系『ヒットスタジオR&N』エンディングテーマ。